# École japonaise de Bruxelles
Pour les articles homonymes, voir JSB.
The Japanese School of Brussels a.s.b.l. (ブラッセル日本人学校, Burasseru Nihonjin gakkō, JSB ; École japonaise de Bruxelles) est une école japonaise à l'étranger à Auderghem, Bruxelles. L'école enseigne les niveaux élémentaire et collège. Elle est la seule école japonaise internationale en Belgique. La Japanese Supplementary School of Brussels (ブラッセル日本人学校補習校, Burasseru Nihonjin gakkō hoshūkō) est une école japonaise complémentaire, gérée au sein du campus de JSB, qui ne dispensent que des cours de japonais et de mathématique le week-end auprès d'enfants déjà scolarisés dans d'autres établissements européens (familles mixtes et expatriées).
La présence de l'école attire les familles japonaises avec des enfants en âge scolaire dans la zone autour de l'école. Marie Conte-Helm, auteur de The Japanese and Europe, a écrit que l'école « acts as a focal point for all local Japanese. » Chin Ling Pang (彭靜蓮, Pinyin: Péng Jìnglián), l'auteur de Negotiating Identity in Contemporary Japan: The Case of Kikokushijo, dit que le JSB « functions as a microcosm of the Japanese community in Brussels. » Par contraste, l'école japonaise complémentaire attire des familles diverses bien au-delà de Bruxelles, voire au-delà des frontières.
L'école est financée par les entreprises japonaises et le ministère de l'Éducation du Japon (Monbusho) ainsi que par les frais de scolarité payés par les parents des enfants fréquentant l'école japonaise complémentaire. Depuis 2000, la contribution des entreprises japonaises et du ministère de l'Éducation du Japon (Monbusho) est à part égale. Les revenus pour l'exercice 2019-2020 se montent à 2 085 580 euros et les dépenses à 1 721 896 euros.

## Histoire
En 1974, l'école complémentaire de Bruxelles a ouvert. En 1979, le Nihonjinkai de Bruxelles acquiert un bâtiment à Auderghem. En 1979, l'école a ouvert. L'école complémentaire a accueilli 271 enfants pour la rentrée 2021.

## Campus
Le bâtiment est situé dans un quartier résidentiel avenue Nippone près de la station Beaulieu du métro de Bruxelles,. Il comprend deux étages, avec une capacité de 500 élèves. 
Il y a des cerisiers japonais sur la propriété.